# Celtis balansae
Espèce
Classification APG III (2009)
Statut de conservation UICN

 VU B1ab(iii)+2ab(iii) : Vulnérable
Celtis balansae est une espèce de plantes à fleurs de la famille des Ulmaceae, selon la classification classique, de la famille des Cannabaceae, selon la classification phylogénétique, endémique de Nouvelle-Calédonie.